# Hyodo Shingo
Hyodo Shingo (兵藤 慎剛 Hyōdō Shingō, sinh ngày 29 tháng 7 năm 1985 ở Nagasaki) là một cầu thủ bóng đá người Nhật Bản thi đấu cho Hokkaido Consadole Sapporo.

## Thống kê sự nghiệp câu lạc bộ
Cập nhật đến ngày 23 tháng 2 năm 2018.
| Thành tích câu lạc bộ | Thành tích câu lạc bộ      | Thành tích câu lạc bộ | Giải vô địch | Giải vô địch | Cúp                   | Cúp                   | Cúp Liên đoàn | Cúp Liên đoàn | Châu lục | Châu lục  | Khác    | Khác      | Tổng cộng | Tổng cộng |
| Mùa giải              | Câu lạc bộ                 | Giải vô địch          | Số trận      | Bàn thắng    | Số trận               | Bàn thắng             | Số trận       | Bàn thắng     | Số trận  | Bàn thắng | Số trận | Bàn thắng | Số trận   | Bàn thắng |
| Nhật Bản              | Nhật Bản                   | Nhật Bản              | Giải vô địch | Giải vô địch | Cúp Hoàng đế Nhật Bản | Cúp Hoàng đế Nhật Bản | J. League Cup | J. League Cup | AFC      | AFC       | Khác1   | Khác1     | Tổng cộng | Tổng cộng |
| --------------------- | -------------------------- | --------------------- | ------------ | ------------ | --------------------- | --------------------- | ------------- | ------------- | -------- | --------- | ------- | --------- | --------- | --------- |
| 2008                  | Yokohama F. Marinos        | J1 League             | 28           | 2            | 4                     | 1                     | 7             | 0             | -        | -         | -       | -         | 39        | 3         |
| 2009                  | Yokohama F. Marinos        | J1 League             | 30           | 1            | 2                     | 0                     | 10            | 1             | -        | -         | -       | -         | 42        | 2         |
| 2010                  | Yokohama F. Marinos        | J1 League             | 32           | 6            | 3                     | 0                     | 6             | 1             | -        | -         | -       | -         | 41        | 7         |
| 2011                  | Yokohama F. Marinos        | J1 League             | 34           | 6            | 4                     | 1                     | 5             | 1             | -        | -         | -       | -         | 43        | 8         |
| 2012                  | Yokohama F. Marinos        | J1 League             | 34           | 4            | 5                     | 1                     | 5             | 1             | -        | -         | -       | -         | 44        | 6         |
| 2013                  | Yokohama F. Marinos        | J1 League             | 33           | 7            | 5                     | 2                     | 10            | 1             | -        | -         | -       | -         | 48        | 8         |
| 2014                  | Yokohama F. Marinos        | J1 League             | 31           | 3            | 1                     | 1                     | 2             | 0             | 5        | 1         | 1       | 0         | 40        | 5         |
| 2015                  | Yokohama F. Marinos        | J1 League             | 28           | 1            | 2                     | 0                     | 5             | 0             | -        | -         | -       | -         | 35        | 1         |
| 2016                  | Yokohama F. Marinos        | J1 League             | 18           | 2            | 2                     | 0                     | 8             | 1             | -        | -         | -       | -         | 28        | 3         |
| 2017                  | Hokkaido Consadole Sapporo | J1 League             | 32           | 2            | 0                     | 0                     | 1             | 0             | -        | -         | -       | -         | 33        | 2         |
| Tổng cộng sự nghiệp   | Tổng cộng sự nghiệp        | Tổng cộng sự nghiệp   | 300          | 34           | 28                    | 6                     | 59            | 6             | 5        | 1         | 1       | 0         | 393       | 47        |

1Bao gồm Siêu cúp Nhật Bản.

## Danh hiệu
Yokohama F. Marinos
- Cúp Hoàng đế Nhật Bản: 2013